# Tonezza del Cimone
Tonezza del Cimone est une commune italienne de 520 habitants de la province de Vicence dans la région Vénétie en Italie.

## Géographie
Le territoire de la commune s'étend sur un plateau situé entre 716 et 1.853 mètres d'altitude [6] , formant un triangle avec la pointe sud sur le Monte Cimone di Tonezza, à l'est par la vallée de la rivière Astico et à l'ouest par la vallée du Rio Freddo. Il s'étend du sud au nord, le long de l'axe qui a pour points extrêmes le Monte Cimone (1.226 m) et le Spitz (1.694 m) qui, par sa taille imposante et incliné vers le sud, l'abrite des vents plus froids du nord, lui conférant un avantage dans le climat montagnard "agréablement frais et sain".
Il y a des millions d'années, il formait un seul plateau calcaire identique au plateau d'Asiago qui a ensuite été de plus en plus profondément divisé par les eaux de l'Astico. La pluviométrie, par rapport à celle des autres localités de la province, apparaît abondante.
La forêt dense, couvrait une grande partie du territoire sous le nom de selva magna jusqu'au XVIe siècle. Elle a été progressivement réduite par l'exploitation du bois et du charbon. Dans les secteurs les plus fertiles, elle a fait place à des pâturages et à de vastes prairies. Parmi les plantes les plus répandues figurent l'épicéa commun, le mélèze, le hêtre et, le long des versants boisés, le charme noir, le chêne et le chêne vert.

## Origine du nom
Dans les temps anciens, Tonezza était appelée Montanea Thoneze (1292) puis Silva Theoneze (1306).
Il existe plusieurs hypothèses sur l'origine du toponyme, qui pourrait dériver de tofus, sol dur et rocheux , ou du terme vénitien tonsar, « tonnerre » .
D'autres interprétations proviennent de divers auteurs : le toponyme pourrait dériver de l'allemand donnersberg , c'est-à-dire montagne du tonnerre [10] . L'interprétation est contrastée, selon laquelle Tonezza signifie "sol dur" du latin "tofus". Esule Sella tire le nom de sa ville natale de Montanea The-oneze (= De oneze), Terre des Ontani, une plante autrefois utilisée pour fabriquer des sabots, des moulinets, des bobines pour la filature et le charbon, car elle est encore très répandue ..
La ville de Tonezza a ensuite lié son nom au Monte Cimone, à la suite des événements sanglants de la Première Guerre mondiale.

### Climat
Une station météorologique est installée sur la commune de Tonezza del Cimone. Elle diffuse ses données en ligne 24h/24 , sur le site tonezzadc-meteo.it.
Sur la base des données de référence trentenaires 1961-1990, la température moyenne du mois le plus froid, janvier, est de -2,0 °C, et celle du mois le plus chaud, juillet, est de +15,6 °C.
| Mois                        | Janv | Févr | Mars | Avr  | Mai  | Juin | Juil | Août | Sept | Oct  | Nov  | Déc  | Année |
| --------------------------- | ---- | ---- | ---- | ---- | ---- | ---- | ---- | ---- | ---- | ---- | ---- | ---- | ----- |
| Températures maximales (°C) | 3,4  | 4,4  | 6,9  | 10,5 | 15,0 | 18,7 | 21,4 | 21,2 | 18,3 | 13,8 | 7,3  | 3,9  | 12,1  |
| Températures minimales (°C) | -7,5 | -6,6 | -3,1 | 0,7  | 4,3  | 7,9  | 9,9  | 9,7  | 6,8  | 2,7  | -1,2 | -5,9 | 1,5   |

## Administration
| Période                                  | Période  | Identité          | Étiquette | Qualité |
| ---------------------------------------- | -------- | ----------------- | --------- | ------- |
| 26 Mai 2019                              | en cours | Franco Bertagnoli | Ligue     | Maire   |
| Les données manquantes sont à compléter. |          |                   |           |         |

### Hameaux
La commune de Tonezza del Cimone comporte, en plus du centre du village, 16 hameaux (contrade) : Barchi, Campana, Canale, Costa, Fontana, Lain, Pettinà, Sarcello, Sella, Soglio Grotti, Suggi, Tezza, Vallà, Valle Prima, Valle Seconda & Via.

### Communes limitrophes
- dans la province de Vicence :

Arsiero, Lastebasse, Posina, Valdastico
- dans la province de Trente :

Folgaria